# Risultati sportivi della Lancia Ardea
Poiché l'Ardea è nata poco prima dello scoppio della Seconda Guerra Mondiale, il curriculum sportivo della vettura ha inizio nel dopoguerra, nel 1946.
Ecco dunque la tabella con i risultati conseguiti a partire dal 1946 da tutte le Ardea (le berline e le vetturette artigianali realizzate su base meccanica di questa piccola Lancia).
L'albo dei risultati è suddiviso in due parti: le gare "importanti" (di risonanza internazionale e/o su lunga distanza) definite "Le grandi corse" e le altre definite un po' genericamente come "Le altre corse".
Da notare che le tabelle non comprendono le gare di pura regolarità, le gimkane e tutte le prove in cui non sia previsto - neppure parzialmente - il fattore velocità.

Una Ardea impegnata nella Vermicino-Rocca di Papa 1950

## Le grandi corse, dal 1947 al 1954
Nell'elenco-gare riportato sotto è stato specificato, per ciascuna gara e per ciascuna categoria (Turismo, Gran Turismo, Sport, ecc) e per ciascuna classe di cilindrata il migliore risultato conseguito tra coloro che disponevano di vetture Ardea (o derivate): molto spesso, altre vetture del medesimo modello si sono piazzate alle spalle di quella meglio classificata, ma di questi risultati, per intuibili ragioni di spazio, c'è traccia (nel testo) soltanto quando le prestazioni realizzate sono in qualche modo degne di essere menzionate.
Nota: la abbreviazione "N.D." significa che il dato "Non è Disponibile"

### 1947
Italia, 1947, 21/22 giugno, XIV Mille Miglia
- 26º posto assoluto
- vittoria di classe

Categoria Turismo Internazionale, classe da 751 a 1100 cm³: 1° Coda Mario/Dama Remo (Lancia Ardea berlina)  che coprono i km 1827,000 del percorso in 21 ore 16'04" alla media di km/h 85,904; bellissima gara di questa Ardea, che riesce nell'impresa di superare tutte le Fiat 1100, tra cui quella dei bravi Gino De Sanctis/Agostino Prosperi (che alla fine comunque accuseranno un ritardo di appena 5 minuti)

Italia, 1947, 20 luglio, I Coppa delle Dolomiti
- 33º posto assoluto
- 6º posto di classe

Categoria Turismo, Classe da 751 a 1100 cm³: 1° Sartori Antonio (Lancia Ardea berlina)  che copre i 303,800 km del percorso in 5 ore 04'21" alla media di km/h 59,891; onesta prova di Sartori, che si posiziona grosso modo a metà classifica nella graduatoria di classe, precedendo anche l'altra Ardea del bravo Mario Coda, proprio colui che un mese prima si era aggiudicato la classe 1100 alla Mille Miglia.
Italia, 1947, 6/10 agosto, I Stella Alpina
- posto assoluto N.D.
- 5º posto di classe

Categoria Turismo, classe da 751 a 1100 cm³: 5° Fra (Lancia Ardea berlina) che copre il percorso in 5 ore23'06" (media non disponibile). Poco da dire circa la prestazione di questo pilota (indicato nelle cronache dell'epoca con il poco convincente cognome di "Fra"), che piazza la sua Ardea dietro a 4 Fiat 1100 e precedendo una Fiat 508 ed una 1100.

### 1948
Italia, 1948, 2/3 maggio, XV Mille Miglia
- un 47° ed un 52º posto assoluto
- due 3º posto di classe

Categoria Turismo, classe fino a 1100 cm³: 3° Coriasco Giuseppe/Bianchi Luigi (Lancia Ardea berlina)  che coprono i km 1830,000 del percorso in 21 ore 13'16" alla media di km/h 86,234; delle tre Ardea che si presentano al "via" in questa classe (in mezzo a 15 Fiat 1100 ed a 2 Fiat 500) soltanto questa condotta da Coriasco/Bianchi conclude la corsa, dietro a due Fiat 1100 e davanti a due 1100 e una 500. Nella graduatoria assoluta, l'equipaggio Coriasco/Bianchi occupa la 52.esima posizione.

Categoria Sport, classe da fino a 750 cm³: 3° Panzacchi Giuseppe/Faccioli Aldo (OSFA-Lancia spider)  che coprono i km 1830,000 del percorso in 20 ore 48'45" alla media di km/h 87,927; La vettura di Panzacchi/Faccioli - che è una creazione artigianale OSFA (Officina Specializzata Faccioli Aldo) munita di motore Ardea con cilindrata ridotta a circa 750 cm³ - compie una gara apprezzabile finendo 47.esima assoluta ed è preceduta nella propria classe soltanto dalla Fiat-Siata di Alessandro Fiorio/Pietro Avalle e dalla "Topolino" speciale di Carlo Francesconi/Gino Chinellato.
Italia, 1948, 11 luglio, II Coppa delle Dolomiti
- un 27° ed un 46º posto assoluto
- un 2° ed un 4º posto di classe

Categoria Turismo, Classe da 751 a 1100 cm³: 4° Sartori Antonio (Lancia Ardea berlina)  che copre i km 303,800 del percorso in 4 ore 44'56"2/5 alla media di km/h 63,971; Antonio Sartori bissa la vittoria dell'anno prima, ottenendo un tempo di rilievo e finendo al 4º posto di classe (su 14 classificati) ed al 46° della graduatoria assoluta; nella stessa classe, le altre Ardea in gara finiscono al 6°, all'11° ed al 14° (ed ultimo) posto: da segnalare la sempre ottima prova di Mario Coda, la cui Ardea è quella che si colloca al 6º posto di classe (48º posto assoluto).

Categoria Sport, Classe fino a 750 cm³: 2° Zuccato Nino ("Ardor"-Lancia spider)  che copre i km 303,800 del percorso in 4 ore 21'01" alla media di km/h 69,834; nella propria classe, Zuccato ottiene una ottima piazza d'onore (alle spalle della Fiat-Avalle-Siata di Alessandro Fiorio), guidando una speciale "barchetta" artigianale denominata "Ardor" (dove "Ar" sta per "Ardea" e "dor" sta per "Dell'Orto", dal cognome dell'ingegnere che ha realizzato la vettura) con motore derivato Ardea di cilindrata ridotta a circa 750 cm³. Il tempo spiccato da Zuccato lo pone al 27º posto assoluto.

### 1949
Italia, 1949, 20 marzo, XXXIII Targa Florio (IX Giro di Sicilia)
- 31º posto assoluto
- 9º posto di classe

Categoria Turismo, classe da 751 a 1100 cm³: 9° Coda Mario/Tavolino Alessandro (Lancia Ardea berlina)  che coprono i km 1080,000 del percorso in 16 ore 36'42" alla media di km/h 65,014. Mario Coda, vero "specialista" e forte "interprete" dell'Ardea, ottiene ancora una volta una prestazione di rilievo, anche se non eccezionale: unico a disporre di una Ardea in mezzo ad un nugolo di Fiat 1100, riesce a contenere il distacco ed a classificarsi al 9º posto di classe ed al 31º assoluto (su 47 classificati) 
Italia, 1949, 24/25 aprile, XVI Mille Miglia
- 124º posto assoluto
- 33º posto di classe

Categoria Turismo, classe da 751 a 1100 cm³: 33° Nicolai Antonio/Richter Gustavo (Lancia Ardea berlina)  che coprono i km 1593,000 del percorso in 18 ore 31'12" alla media di km/h 86,015; soltanto tre sono le Ardea che prendono il via in mezzo a ben 51 Fiat 1100: ritiratasi quella dell'equipaggio più prestigioso (Mario Coda/Luciano Pavignano), le due superstiti finiscono molto indietro in classifica: al 33º posto (124º assoluto) quella di Nicolai/Richter, al 36° (137º assoluto) la seconda, pilotata da Vittorio Annoni e Cesare Citterio.

### 1950
Italia, 1950, 19/20 febbraio, I Rallye del Sestriere 
- posizione assoluta N.D.
- 5º posto di classe

Categoria Turismo, classe da 751 a 1100 cm³: 5° Bettinelli I. (Lancia Ardea berlina) . Il Rallye, che si articola in un percorso d'avvicinamento variabile da 721 a 784 chilometri (a seconda della città scelta per la partenza) più una prova complementare al Sestriere, vede in lizza, nella classe da 751 a 1100 cm³ di cilindrata, molte Fiat 1100, alcune Simca Huite, alcune Renault ed almeno 5 Ardea: quella di Bettinelli è la meglio classificata (5º posto), mentre le altre finiscono all'8°, al 15° , al 20º ed al 26º posto. 
Italia, 1950, 3 aprile, XXXIV Targa Florio (X Giro di Sicilia)
- 54º posto assoluto
- 6º posto di classe

Categoria Turismo, classe da 751 a 1100 cm³: 6 ° Giorgianni Pietro/Meli Alessandro (Lancia Ardea berlina)  che coprono i km 1080,000 del percorso in 16 ore 06'48" alla media di km/h 67,025. L'Ardea di Giorgianni/Meli, unica vettura di questo tipo ad apparire in classifica, si piazza quasi esattamente alla metà della classifica di questa classe (che conta 10 concorrenti regolarmente al traguardo, tutti su Fiat 1100) ma non compie una gara particolarmente brillante, ove si consideri che la migliore delle Fiat Topolino realizza un tempo addirittura un poco migliore.
Italia, 1950, 23/24 aprile, XVII Mille Miglia
- un 40° ed un 102º posto assoluto
- un 3° ed un 27º posto di classe

Categoria Turismo, classe da 751 a 1100 cm³: 27° Maiani Guido/Pirazzoli (Lancia Ardea berlina) che coprono i km 1682,500 del percorso in 18 ore 31'43"3/5 alla media di km/h 90,804; tre Ardea al "via", due al traguardo, in 27.esima e 32.esima posizione: questo il bilancio finale, non proprio esaltante, della partecipazione Ardea alla XVII Mille Miglia.

Categoria Sport, classe fino a 750 cm³: 3° Avalle Pietro/Fiorio Alessandro (Alf-Lancia spider) che coprono i km 1682,500 del percorso in 16h17'51” 4/5 alla media di km/h 103,235; tra le piccole 750 sport - che vengono letteralmente decimate (57 al via, 18 al traguardo) - si distingue il 3º posto ottenuto dalla Alf, una spider basata su meccanica Ardea e costruita dagli stessi componenti l'equipaggio ("Alf" sta infatti per Avalle-Lancia-Fiorio). La vetturetta si piazza al 40º posto nella graduatoria assoluta.
Italia, 1950, 16 luglio, IV Coppa delle Dolomiti
- 42º posto assoluto
- 4º posto di classe

Categoria Turismo, Classe da 751 a 1100 cm³: 4° Maiani Guido (Lancia Ardea berlina)  che copre i km 303,800 del percorso in 4 ore 44'02"alla media di km/h 64,175; buona la prova offerta da questa Ardea, che si piazza al 4º posto di classe, non troppo distanziata dalle prime Fiat 1100.
Italia, 1950, 6 agosto, II Giro delle Calabrie
- posizione assoluta N.D.
- 5º posto di classe

Categoria Sport, Classe da 751 a 1100 cm³: 5° De Luca/De Rosa (Lancia Ardea)  che coprono i km 723,000 del percorso in 10h24'43” 1/5 alla media di km/h 69,439. Mistero su questa Ardea che corre nel gruppo sport, con una prestazione non disprezzabile: era una berlina particolarmente elaborata e perciò inserita nel gruppo "sport" oppure una delle tante artigianali vetturette basate su meccanica Ardea? 
Italia, 1950, 24/27 agosto, IV Stella Alpina
- 31º posto assoluto
- 10º posto di classe

Categoria Turismo, Classe da 751 a 1100 cm³: 10° Volpi Daniele (Lancia Ardea berlina)  che copre il percorso (la gara si svolge su di un percorso di oltre 1.200 chilometri, una parte dei quali cronometrati come prove di velocità: il dato relativo al chilometraggio di questi tratti di velocità non è disponibile, comunque è dell'ordine dei 130–150 km) in 2ore 49'45” 4/5 2 (media non disponibile). Prestazione opaca di questa Ardea, che è preceduta da tutte le Fiat 1100 e che segna tempi addirittura peggiori rispetto a quelli delle migliori Fiat Topolino.

### 1951
Italia, 1951, 23/26 febbraio, II Rallye del Sestriere
- 4º posto assoluto
- vittoria di classe

Categoria Turismo, Classe da 751 a 1100 cm³: 1° Fiorio Alessandro (Lancia Ardea berlina)  con punti 582,61. Il Rallye, che si articola in un percorso d'avvicinamento di 1.800 chilometri circa più un breve tratto di velocità ed una prova complementare, vede una bella affermazione dell'Ardea, che alla fine vince la propria classe davanti alle Fiat 1100 e realizza anche il miglior tempo di classe nella prova complementare di velocità,
Italia, 1951, 28/29 aprile, XVIII Mille Miglia
- un 76° ed un 160º posto assoluto
- un 7° ed un 12º posto di classe

Categoria Utilitarie, classe da 751 a 1100 cm³: 7° Pagani Paolo/Franchi Luciano (Lancia Ardea berlina)  che coprono i km 1564,000 del percorso in 16h39'12” alla media di km/h 93,915; nella classe 1100 utilitarie, alla partenza si contano 8 Lancia Ardea "contro" 38 Fiat 1100: la sproporzione è evidente, comunque al traguardo finale di Brescia arriveranno 25 macchine, tra cui 5 Ardea, che finiranno al 7°, all'8°, all'11°, al 15° ed al 25° (e, ahimè, ultimo) posto.

Categoria Sport, classe fino a 750 cm³: 12° Vici Alessandro/Rossi P. (Vici-Lancia spider)  che coprono i km 1564,000 del percorso in 19h26'15” alla media di km/h 80,463; prova davvero modesta quella offerta dalla piccola barchetta costruita artigianalmente da Alessandro Vici e munita di motore Ardea con cilindrata ridotta a circa 750 cm³, che giunge all'ultimo posto di classe e ad uno degli ultimi posti della graduatoria assoluta (esattamente il 160.esimo su 173)
Italia, 1951, 3 giugno, III Coppa della Toscana
- un 17° ed un 52º posto assoluto
- una vittoria ed un 6º posto di classe

Categoria Turismo, gruppo Fiat 1100 e Lancia Ardea: 6° Pagani Paolo/Franchi Luciano (Lancia Ardea berlina)  che coprono i km 680,000 del percorso in 7ore 20'58” alla media di km/h 92,524. L'Ardea di Pagani/Franchi - favorita anche dalla squalifica di altri concorrenti - si piazza ad un discreto 6º posto di classe e 52º posto assoluto.

Categoria Sport, classe fino a 750 cm³: 1° Avalle Pietro/Fiorio Alessandro (Alf-Lancia)  che coprono i km 680,000 del percorso in 6ore 10'29” alla media di km/h 110,126. Prestigiosa vittoria, anche se ottenuta per un soffio: la barchetta di Avalle/Fiorio riesce a prevalere sulla più quotata Patriarca-Giannini di Luigi Musso/Feliciani per appena 61" (dopo oltre 6 ore di corsa) e a distanziare maggiormente tutti gli altri numerosi e temibili avversari.
Italia, 1951, 23/26 agosto, V Stella Alpina
- 39º posto assoluto
- 23º posto di categoria

Categoria Turismo Nazionale di Serie: 23° Bolla Gianfranco (Lancia Ardea berlina)  che copre il percorso (la gara si svolge su di un percorso di oltre 1.200 chilometri, una parte dei quali cronometrati come prove di velocità: il dato relativo al chilometraggio di questi tratti di velocità non è disponibile, comunque è dell'ordine dei 130–150 km) in 2ore 19'54” 1/5 (media non disponibile). Il regolamento della gara prevede, per le vetture Turismo, gruppi di vetture dello stesso tipo, per cui l'affermazione di Gianfranco Bolla, che si aggiudica il “gruppo lancia Ardea”, a rigore forse non si può definire vittoria di classe. L'Ardea di Bolla, comunque, è ventitreesima tra tutte le macchine della categoria Turismo e segna il 9º tempo tra le vetture Turismo con cilindrata compresa tra 751 e 1100 cm³

### 1952
Italia, 1952, 22/25 febbraio, III Rallye del Sestrière
- 14º posto assoluto
- 5º posto di classe

Categoria Unica Turismo/Gran Turismo, classe da 751 a 1500 cm³: 5° Barge/Pasteris (Lancia Ardea berlina)  che portano a termine il lungo percorso (tra 1000 e 1300 km a seconda della località di partenza e comprendenti una breve prova di velocità ed una prova complementare) totalizzando punti 583,16. Nella classe da 751 a 1500 cm³, che raggruppa vetture da turismo e da gran turismo, l'Ardea è preceduta soltanto da 2 Porsche, 1 Fiat 1100 ed 1 Simca Aronde ma precede altre 2 Fiat 1100,1 Porsche, 1 Volkswagen, 1 Jowett e 4 Fiat 1400.
Italia, 1952, 9 marzo, XII Giro di Sicilia
- posizione assoluta N.D.
- vittoria di classe

Categoria Sport, classe fino a 750 cm³: 1° Vici Alessandro/Cardinali (Vici-Lancia)  che coprono i km 1080,000 del percorso in 14 ore 43'36” 2/5, alla media di km/h. 73,335. Vittoria di questa barchetta artigianale, che, pur non ottenendo tempi strabilianti in assoluto, ha la meglio sulle altre vetturette di prevalente derivazione Fiat.
Italia, 1952, 3-4 maggio, XIX Mille Miglia
- un 210° ed un 250º posto assoluto
- un 8° ed un 24º posto di classe

Categoria Turismo Nazionale, classe da 751 a 1100 cm³: 24° Cocchi Valentino/Gagliardo A (Lancia Ardea berlina)  che coprono i km 1564,000 del percorso in 19h37'36” alla media di km/h; 79,687; l'Ardea di Cocchi/Gagliardo è la sola Lancia in gara in questa classe, dove impazzano le più dotate Fiat 1100 (al via se ne contano infatti 29): alla fine, tuttavia, il 24º posto è veramente insoddisfacente (i classificati sono infatti 25....) ed anche la media oraria realizzata è molto modesta ed inferiore rispetto a quelle ottenute dalle Fiat Topolino.

Categoria Sport, classe fino a 750 cm³: 8° Vici Alessandro/Rossi P. (Vici-Lancia spider) che coprono i km 1564,000 del percorso in 18h37'11” alla media di km/h 83,996; scialba prova di questa Vici-Lancia artigianale, che ottiene un modesto 8º posto di classe (su 14 classificati) e che soprattutto si inserisce soltanto al 210º posto in graduatoria assoluta (su 272 classificati).
Italia, 1952,1º giugno, IV Coppa della Toscana
- un 80° ed un 115º posto assoluto
- un 7° ed un 8º posto di classe

Categoria Sport, classe fino a 750 cm³: 7° Vici Alessandro/Cardinali Rinaldo (Vici-Lancia spider)  che coprono i km 736,000 del percorso in 8 ore 20'49” alla media di km/h 88,175; mai in corsa per le prime posizioni, questa Vici-Ardea accusa un pesante ritardo sui primi (l'ordine di grandezza è 1 ora e mezza) compiendo una corsa incolore.

Categoria Sport, classe fino a 750 cm³: 8° D'Angeli Gino/Giaron (Parisotto spider)  che coprono i km 736,000 del percorso in 10 ore 20'00” alla media di km/h 71,225; fortemente attardato questo equipaggio, che dispone di una realizzazione artigianale Parisotto, forse munita di motore derivato Ardea: non è escluso, però, che la vettura montasse invece un motore d'origine Fiat.
Italia, 1952,14 settembre, II Cagliari-Sassari-Cagliari (Trofeo Sardo)
- posizione assoluta N.D.
- 2º posto di classe

Categoria Turismo, classe da 751 a 1100 cm³: 3° Cubeddu Achille (Lancia Ardea berlina) che copre i km 420,000 del percorso in 4ore 29'14" alla media di km/h 93,599; l'Ardea del bravo Achille Cubeddu compie un'ottima gara, piazzandosi al terzo posto di classe, posizione destinata a modificarsi ed a migliorare (da 3° a 2°) dopo la squalifica del concorrente originariamente classificato al secondo posto.

### 1953
Italia, 1953, 26 febbraio/2 marzo, IV Rallye del Sestrière
- 22º posto assoluto
- 4º posto di classe

Categoria Turismo, Classe 751–1500 cm³: 4° Crotti Luciano/Sassi Renzo (Lancia Ardea berlina)  che portano a termine gli oltre 2.800 chilometri del percorso totalizzando 439,5 punti. Buon piazzamento di questa Ardea, penalizzata dal fatto di essere inserita nella classe con cilindrata fino a 1500 cm³. Malgrado prestazioni velocistiche forzatamente inferiori rispetto a rivali più potenti (quali le "sorelle maggiori" Lancia Aprilia, le Fiat 1100, ed una Simca Aronde), Crotti/Sassi riescono dunque a pizzarsi al 4º posto di classe ed al 22º posto assoluto.
Italia, 1953, 12 aprile, XIII Giro di Sicilia
- 56º posto assoluto
- 2º posto di classe

Categoria Sport Internazionale, Classe fino a 750 cm³: 2° Ricci Mario/Romiti (Frediani spider)  che coprono i km 1080,000 del percorso in 13 ore 42'27” alla media di km/h 78,788. La vettura di Ricci/Romiti - una creazione artigianale dell'officina Frediani assemblata su telaio Fiat 500 e dotata di motore derivato Ardea e ridotto a circa 750 cm³ - si comporta egregiamente e conquista un apprezzabile posto d'onore nella classe riservata alle piccole 750 sport.
Italia, 1953, 25/26 aprile, XX Mille Miglia
- un 143° ed un 242º posto assoluto
- un 21° ed un 22º posto di classe

Categoria Turismo, Classe da 751 a 1300 cm³: 21° Marani G./Bruschi M (Lancia Ardea berlina) che coprono i km 1512,000 del percorso in 14 ore 47'02” alla media di km/h 102,273. Bella prestazione di Marani/Bruschi che riescono a piazzarsi al 21º posto – su 84 classificati – malgrado la presenza in gara di un centinaio di nuovissime Fiat 1100/103, di alcune Peugeot 203 e di una Simca Aronde; di rilievo anche il valore della media oraria ottenuta, superiore ai 100 all'ora.

Categoria Sport, Classe fino a 750 cm³: 22° Fiorio Alessandro/Borgogna F. (Alf-Lancia spider) che coprono i km 1512,000 del percorso in 17 ore 53'30”, alla media di km/h 84,508; contrapposta alle nuove DB Panhard, alle Dyna Panhard carrozzate Allemano, alle Renault ed alle italiche Giannini, Stanguellini, Moretti, eccetera, la barchetta Alf motorizzata Ardea non va oltre il 21º posto di classe, segnando un tempo molto alto.
Italia, 1953, 14 maggio, XXXVII Targa Florio
- 19º posto assoluto
- 3º posto di classe

Categoria Sport, Classe fino a 750 cm³: 3° Ricci Mario (Frediani spider)  che copre i km 576,000 del percorso (8 giri da 72 km cada) in 8 ore26'58” 4/5 alla media di km/h 68,168. Il terzo posto ottenuto da Ricci non deve trarre in inganno, dal momento che i concorrenti classificati in questa classe sono soltanto tre ! La prestazione è sostanzialmente modesta, ed anche il 19º posto nella graduatoria assoluta dev'essere ridimensionato, nel senso che i concorrenti che concludono la corsa sono appena 22. La vettura è una artigianale "barchetta" ottenuta abbinando un telaio Fiat 500 ad un motore Lancia Ardea con cilindrata ridotta al di sotto dei 750 cm³
Italia, 1953, 31 maggio, V Coppa della Toscana
- 98º posto assoluto
- 6º posto di classe

Categoria Sport, Classe fino a 750 cm³: 6° Cecchini Giorgio (Osfa-Lancia spider)  che copre i km 635,000 del percorso in 7 ore50'14” alla media di km/h 81,023. Cecchini, che compie una gara piuttosto anonima piazzandosi nella zona bassa della classifica (6° su 9 classificati), dispone di una OSFA (Officina Specializzata Faccioli Aldo), ovvero una spider derivata Ardea con motore ridotto a circa 750 cm³, realizzata nel primo dopoguerra da Aldo Faccioli e recentemente ricarrozzata dalla carrozzeria Ortolani
Italia, 1953, 28 giugno, V Giro dell'Umbria
- un 49° ed un 54º posto assoluto
- una vittoria ed un 3º posto di classe

Categoria Sport, Classe fino a 750 cm³: 1° Adanti Enrico/Vici Alessandro (Vici-Lancia spider)  che coprono i km 383,000 del percorso in 3h50'42” 3/5 alla media di km/h 99,605; la "barchetta" Vici motorizzata Ardea, compie tutto il percorso in testa alla classe 750 cm³, ottenendo alla fine una media oraria non disprezzabile ed il 49º posto nella graduatoria assoluta.

Categoria Sport, Classe fino a 750 cm³: 3° Cecchini Giorgio/Cardinali Rinaldo (Osfa-Lancia spider)  che coprono i km 383,000 del percorso in 3h54'32” 4/5 alla media di km/h 97,976; nelle fasi iniziali della corsa, l'equipaggio Cecchini/Cardinali (che dispone della Osfa già vista alla Coppa della Toscana di un mese prima) è secondo alle spalle della Vici-Lancia di Adanti/Vici, ma un lieve calo nel finale gli fa perdere una posizione. Al termine della prova, la Osfa sarà terza di classe e cinquantaquattresima assoluta.

### 1954
Italia, 1954, 4 aprile, XIV Giro di Sicilia
- 44º posto assoluto
- 4º posto di classe

Categoria Sport, Classe fino a 750 cm³: 4° Cecchini Giorgio/X (Osfa-Lancia spider)  che coprono i 1.080 km del percorso in 14 ore 00'39” alla media di km/h 77,083; incolore la corsa di questa OSFA (Officina Specializzata Faccioli Aldo), la spider derivata Ardea con motore ridotto a circa 750 cm³, realizzata nel primo dopoguerra da Aldo Faccioli e ricarrozzata lo scorso anno dalla carrozzeria Ortolani, già vista in corsa nel 1953 in alcune occasioni.
Italia, 1954, 1-2 maggio, XXI Mille Miglia
- 118º posto assoluto
- 7º posto di classe

Categoria Sport, Classe fino a 750 cm³: 7° Lucini Carlo/Cavalletti (Osfa-Lancia spider)  che coprono i km 1597,000 del percorso in 16ore 40'01” alla media di km/h 95,818; unica vetturetta sport motorizzata Lancia, questa spider Osfa compie una gara senza infamia e senza lode, piazzandosi a centro classifica nella propria classe
Italia, 1954, 2 giugno, VI Giro dell'Umbria
- un 48° ed un 59º posto assoluto
- un 4° ed un 8º posto di classe

Categoria Sport, Classe fino a 750 cm³: 4° Cecchini Giorgio/Cardinali Rinaldo (Osfa-Lancia spider) che coprono i km 383,000 del percorso in 3ore 49'16" alla media di km/h 100,232; malgrado una prestazione migliore di quella ottenuta l'anno precedente, questo equipaggio, in virtù delle notevoli velocità medie tenute dalle Fiat Stanguellini, non riesce ad andar oltre il 4º posto di classe (48º posto assoluto).

Categoria Sport, Classe fino a 750 cm³: 8° Vici Alessandro/X (Vici-Lancia spider)  che coprono i km 383,000 del percorso in 4ore 12'11” alla media di km/h 91,124; questa Vici-Lancia - che nel 1953 si era aggiudicata la classe sport 750 cm³ - quest'anno non bissa il successo, ma anzi finisce a fondo classifica (8º posto su 9 classificati).
Italia, 1954, 11 luglio, VIII Coppa d'oro delle Dolomiti
- 59º posto assoluto
- 7º posto di classe

Categoria Sport, Classe fino a 750 cm³: 7° Cecchini Giorgio (Osfa-Lancia spider)  che copre i km 303,800 del percorso in 4ore 31'50” alla media di km/h 67,055; prestazione decisamente poco brillante, che pone il pur valido Cecchini al 7º posto di classe, che peraltro corrisponde al penultimo.

## Le altre corse, dal 1946 al 1956
Nelle tabelle sotto-riportate (una per ogni anno) è stato specificato, per ciascuna gara e per ciascuna categoria (Turismo, Gran Turismo, Sport, ecc.) il migliore risultato conseguito tra coloro che disponevano di vetture Ardea (le berline e le artigianali barchette): spesso, altre vetture del medesimo modello si sono piazzate alle spalle di quella meglio classificata, ma questi risultati non sono riportati in tabella (se non, talvolta, nelle "note") per ragioni di spazio.
Note:
- la abbreviazione "N.D." significa che il dato "Non è Disponibile"
- la dicitura "ALF" sta ad indicare una barchetta speciale (Avalle-Lancia-Fiorio, donde la sigla ALF) con motore Ardea ridotto a 750 cm³
- la dicitura"Ardor" sta ad indicare una "barchetta" costruita dall'ing. Dell'Orto e dove la denominazione deriva da "Ardea" (Ar) e da "Dell'Orto" (Dor); la vetturetta ha motore con cilindrata ridotta a circa 750 cm³
- la dicitura "Benelli" sta ad indicare una vettura artigianale speciale Benelli quasi certamente munita di motore derivato Ardea, con cilindrata ridotta a circa 750 cm³
- la abbreviazione "Ber" sta ad indicare "Ardea berlina"
- la dicitura "Frediani" sta ad indicare una creazione artigianale dell'officina Frediani assemblata su telaio Fiat 500 e dotata di motore derivato Ardea e ridotto a circa 750 cm³
- la dicitura "Osfa" sta ad indicare una "barchetta" costruita dalla Officina Specializzata Faccioli Aldo, munita di motore Ardea ridotto a circa 750 cm³
- la dicitura "Parisotto" sta ad indicare una "barchetta" realizzata da Alessandro Parisotto e munita di motore di circa 750 cm³ che potrebbe essere derivato da quello Ardea anche se non è da escludere che invece derivi da un basamento Fiat
- la dicitura "Vici" sta ad indicare una "barchetta" realizzata dallo stesso Alessandro Vici, munita di motore Ardea di cilindrata ridotta a circa 750 cm³

### 1946
| Data   | Naz. | Nome della corsa              | Tipo gara           | Risultato di classe           | Posiz. assoluta | Pilota od equipaggio | Percorso (km) | Tempo ottenuto | Media (km/h) | Modello | Note                                                              |
| 3-mar  | I    | Atrani-Ravello                | salita              | N.D.                          | 24° ass.        | Fiordelisi Raffaele  | 6,200         | 7'36” 1/10     | 48,936       | Ber     | ---                                                               |
| 28-apr | I    | Roma-Ostia                    | Chilometro lanciato | 3ª Classe fino a 1100 Turismo | N.D.            | Fasiello             | 1,000         | 36” 25/100     | 99,310       | Ber     | ---                                                               |
| 29-lug | I    | Vermicino-Frascati            | salita              | 1ª Classe fino a 1100 Turismo | 11° ass.        | Vecchiarelli Pietro  | 5,000         | 4'27” 3/5      | 67,264       | Ber     | ---                                                               |
| 6-ott  | I    | Circuito di Mantova, II Corsa | circuito stradale   | ---                           | 7° ass.         | Del Bono Alberto     | 29,000        | 21'50” 1/5     | 79,682       | Ber     | Corsa riservata alle vetture Sport della Classe da 751 a 1100 cm³ |
| 13-ott | I    | Nave-Colle S.Eusebio          | salita              | 4ª classe fino a 1100 Turismo | N.D.            | Massari Emilio       | 9,500         | 9'43” 4/5      | 58,581       | Ber     | Corsa sociale AC Brescia; corsa riservata alle vetture Turismo    |

### 1947
| Data   | Naz. | Nome della corsa          | Tipo gara         | Risultato di classe        | Posiz. assoluta | Pilota od equipaggio | Percorso (km) | Tempo ottenuto | Media (km/h) | Modello | Note                                 |
| 15-mag | I    | Sassi-Superga             | salita            | 4ª Classe 751-1100 Turismo | N.D.            | Bauzano M.           | 4,500         | 5'41” 2/5      | 47,451       | Ber     | ---                                  |
| 10-ago | I    | Circuito di Siena         | circuito stradale | 1ª Classe 751-1100 Turismo | 4° ass.         | Furielli R.          | 33,300        | 30'39” 1/5     | 65,180       | Ber     | Corsa riservata alle vetture Turismo |
| 21-set | I    | Biella-Oropa              | salita            | 2ª Classe 751-1100 Turismo | N.D.            | Coda Mario           | 11,032        | 11'28” 2/5     | 57,692       | Ber     | ---                                  |
| 28-set | I    | Salita di Asiago          | salita            | 1ª Classe 751-1100 Turismo | N.D.            | Franceschetti Lino   | 12,800        | 15'16” 4/5     | 50,261       | Ber     | Corsa sociale AC Vicenza             |
| 26-ott | I    | San Remo-Poggio dei Fiori | salita            | 5ª Classe 751-1100 Turismo | N.D.            | Coda Mario           | 3,900         | N.D.           | N.D.         | Ber     | ---                                  |

### 1948
| Data   | Naz. | Nome della corsa                     | Tipo gara   | Risultato di classe        | Posiz. assoluta | Pilota od equipaggio | Percorso (km) | Tempo ottenuto | Media (km/h) | Modello | Note |
| 30-mag | I    | Como-Lieto Colle                     | salita      | 7ª Classe 751-1100 Turismo | 63° ass.        | Dansi Emilio         | 7,400         | 6'22” 2/5      | 69,665       | Ber     | --- |
| 13-giu | I    | Predappio-Bivio Collina              | salita      | ---                        | N.D.            | Giannelli Armando    | 4,800         | 5'27” 1/5      | 52,811       | Ber     | Corsa valida per il Volante d'Argento, riservata alle vetture Turismo: Giannelli è il più veloce nel gruppo delle Lancia Ardea e segna l'8º tempo tra le vetture con cilindrata compresa tra 751 e 1100 cm³ |
| 13-giu | I    | Cremona-Sant' Antonio                | salita      | ---                        | N.D.            | Alquati Stefano      | 13,150        | 13'00”         | 60,692       | Ber     | Corsa valida per il Volante d'Argento, riservata alle vetture Turismo: Alquati è il più veloce nel gruppo delle Lancia Ardea e segna il 2º tempo tra le vetture con cilindrata compresa tra 751 e 1100 cm³ (curiosità: il miglior tempo, in questa fascia di cilindrata, è conseguito dallo stesso Alquati - che ha evidentementre gareggiato due volte - al volante di una Fiat 1100) |
| 13-giu | I    | Stresa-Gignese                       | salita      | ---                        | 7° ass.         | Gorla Andrea         | N.D.          | 7'30"          | N.D.         | Ber     | Corsa valida per il Volante d'Argento, riservata alle vetture Turismo: Alquati è il più veloce nel gruppo delle Lancia Ardea e segna il 2º tempo tra le vetture con cilindrata compresa tra 751 e 1100 cm³ |
| 13-giu | I    | Terni-Marmore                        | salita      | ---                        | N.D.            | Andreani             | 6,040         | 5'31” 3/5      | 65,572       | Ber     | Corsa valida per il Volante d'Argento, riservata alle vetture Turismo: Andreani è il più veloce nel gruppo delle Lancia Ardea e segna il 2º tempo tra le vetture con cilindrata compresa tra 751 e 1100 cm³ |
| 20-giu | I    | Vernante-Panice di Limone            | salita      | ---                        | N.D.            | Coriasco Giuseppe    | 10,000        | 9'04” 7/10     | 66,091       | Ber     | Corsa valida per il Volante d'Argento, riservata alle vetture Turismo: Coriasco è il più veloce nel gruppo delle Lancia Ardea |
| 20-giu | I    | Sagra di Montevecchia                | salita      | 15ª Categoria Turismo      | N.D.            | Annoni Vittorio      | 1,000         | 1'33” 1/5      | 38,626       | Ber     | Corsa sociale AC Milano |
| 20-giu | I    | Valli del Pasubio-Pian delle Fugazze | salita      | ---                        | N.D.            | Mazzi Bruno          | 10,420        | 14'04"1/5      | 44,434       | Ber     | Corsa per il Volante d'Argento (eliminatoria di Verona), riservata alle vetture Turismo: Mazzi è il più veloce nel gruppo delle Lancia Ardea e segna il 3º tempo tra le vetture con cilindrata compresa tra 751 e 1100 cm³ |
| 20-giu | I    | Chiusaforte-Sella Nevea              | salita      | ---                        | N.D.            | Sartori Antonio      | 17,400        | 18'27” 4/5     | 56,544       | Ber     | Corsa per il Volante d'Argento, riservata alle vetture Turismo: Sartori è il più veloce nel gruppo delle Lancia Ardea e segna il 4º tempo tra le vetture con cilindrata compresa tra 751 e 1100 cm³ |
| 27-giu | I    | Biella-Oropa                         | salita      | 5ª Categoria Turismo       | N.D.            | Coda Mario           | 11,032        | 11'43” 3/5     | 56,445       | Ber     | L'Ardea di Coda segna il 5° miglior tempo tra tutte le vetture da Turismo (il 2º tempo tra le vetture con cilindrata compresa tra 751 e 1100 cm³), in gara per il Volante d'Argento |
| 4-lug  | I    | Bolzano-Mendola                      | salita      | 4ª classe 751-1100 Turismo | 23° ass.        | Mazzi Bruno          | 25,000        | 23'25”         | 64,056       | Ber     | --- |
| 4-lug  | I    | Susa-Moncenisio                      | salita      | ---                        | N.D.            | Gorla Andrea         | 16,600        | 18'41” 4/5     | 53,271       | Ber     | Gorla è il più veloce nel gruppo delle Lancia Ardea, nella corsa per il Volante d'Argento |
| 4-lug  | I    | Bologna-Raticosa                     | salita      | 3ª Categoria Turismo       | 7° ass.         | Scagliarini          | 42,655        | 38'38”         | 66,245       | Ber     | L'Ardea di Scagliarini segna il terzo miglior tempo tra tutte le vetture Turismo che erano in corsa per il Volante d'Argento |
| 4-lug  | I    | Trieste, Chilometro Lanciato         | km lanciato | 3ª Classe 751-1100 Turismo | N.D.            | Sartori Antonio      | 1,000         | N.D.           | N.D.         | Ber     | --- |
| 18-lug | I    | Coppa Montagna Pistoiese             | salita      | ---                        | N.D.            | Petri Corrado        | 8,300         | 9'45” 3/5      | 51,024       | Ber     | Petri è il più veloce nel gruppo delle Lancia Ardea, nella corsa per il Volante d'Argento |
| 8-ago  | I    | Tresenda-Aprica                      | salita      | ---                        | N.D.            | Pinto Achille        | 13,200        | 14'51” 6/10    | 53,297       | Ber     | Pinto è il più veloce nel gruppo delle Lancia Ardea, nella corsa per il Volante d'Argento e segna il 5º tempo tra le vetture con cilindrata compresa tra 751 e 1100 cm³ |
| 29-ago | I    | Agordo-Forcella Aurine               | salita      | 3ª Classe fino a 750 Sport | 7° ass.         | Zuccato Nino         | 13,000        | 14'13” 2/10    | 54,852       | Ardor   | Zuccato dispone di una vettura speciale derivata Ardea denominata “Ardor” |
| 19-set | I    | Pontedecimo-Giovi                    | salita      | ---                        | N.D.            | Cereseto Alfredo     | 9,650         | 8'52"          | 65,300       | Ber     | Nella corsa per il Volante d'Argento, riservata alle vetture Turismo, Cereseto è il più veloce nel gruppo "Lancia Ardea" e segna il 2º tempo tra le vetture con cilindrata compresa tra 751 e 1100 cm³; ; secondo alcune fonti, il cognome del pilota sarebbe Cesereto |
| 19-set | I    | Fornovo Taro-Bivio Terenzo           | salita      | ---                        | N.D.            | Figna                | 11,500        | 11'12” 4/5     | 61,533       | Ber     | Corsa per il Volante d'Argento, riservata alle vetture Turismo; Figna è il più veloce nel gruppo delle Lancia Ardea e segna il 7º tempo tra le vetture con cilindrata compresa tra 751 e 1100 cm³ |
| 26-set | I    | Palagiano-Mottola                    | salita      | ---                        | N.D.            | Chieco Alessandro    | 6,000         | 4'54” 4/5      | 73,270       | Ber     | Corsa per il Volante d'Argento, riservata alle vetture Turismo; Chieco è il più veloce nel gruppo delle Lancia Ardea e segna il 3º tempo tra le vetture con cilindrata compresa tra 751 e 1100 cm³ |
| 26-set | I    | Calliano-Folgaria                    | salita      | ---                        | 6° ass.         | Manci Sigismondo     | 12,800        | 18'20” 2/5     | 41,875       | Ber     | Corsa per il Volante d'Argento, riservata alle vetture Turismo |
| 17-ott | I    | Coppa del Cimino                     | salita      | ---                        | N.D.            | Catalano             | 10,300        | 10'00” 8/10    | 61,717       | Ber     | Corsa per il Volante d'Argento, riservata alle vetture Turismo; Catalano è il più veloce nel gruppo delle Lancia Ardea |
| 24-ott | I    | Grotta Pertosa-Sala Consilina        | salita      | 2ª Classe 751-1100 Turismo | N.D.            | Polla                | 22,493        | 17'36”         | 76,680       | Ber     | --- |
| 7-nov  | I    | Vermicino-Rocca di Papa              | salita      | ---                        | N.D.            | Biondi Raffaele      | 13,400        | 11'55” 8/10    | 67,393       | Ber     | Corsa (prova finale) per il Volante d'Argento, riservata alle vetture Turismo; dopo la squalifica di Mazzi, Biondi è dichiarato vincitore del gruppo delle Lancia Ardea |
| 21-nov | I    | Coppa Galatea                        | salita      | 1ª Classe 751-1100 Turismo | 8,500           | Rossi Giovanni       | 13° ass.      | 7'29” 3/5      | 68,060       | Ber     | --- |

### 1949
| Data   | Naz. | Nome della corsa             | Tipo gara         | Risultato di classe             | Posiz. assoluta | Pilota od equipaggio | Percorso (km) | Tempo ottenuto | Media (km/h) | Modello | Note |
| 20-mar | I    | Tovena-Passo San Boldo       | salita            | 2ª Classe da 751 a 1100 Turismo | 10° ass.        | Campeis              | 6,000         | 8'33”          | 42,105       | Ber     | Prova di velocità in salita inserita nella gara di regolarità“Coppa del Piave”. |
| 15-mag | I    | Como-Lieto Colle             | salita            | 14ª Classe 751-1100 Turismo     | N.D.            | Coda Mario           | 7,400         | N.D.           | N.D.         | Ber     | --- |
| 15-mag | I    | Vicenza, Chilometro Lanciato | km lanciato       | 5ª Classe fino a 1100 Sport     | N.D.            | Dell'Orto Enrico     | 1,000         | 34” 7/10       | 103,746      | Ardor   | --- |
| 22-mag | I    | Corsa del Brinzio            | salita            | 12ª Classe 751-1100 Turismo     | 39° ass.        | Coda Mario           | 8,500         | 8'08” 1/5      | 62,679       | Ber     | --- |
| 26-mag | I    | Circuito della Foce          | circuito stradale | ---                             | ---             | Ammi Mario           | 36,432        | 32'47” 3/5     | 66,657       | Ber     | Corsa sociale AC Genova; ammesse le sole vetture Turismo; Ammi ottiene la miglior prestazione nel gruppo della Lancia Ardea |
| 26-giu | I    | Chiusaforte-Sella Nevea      | salita            | 3ª Classe 751-1100 Turismo      | N.D.            | Sartori Antonio      | 17,400        | 17” 46” 8/10   | 58,717       | Ber     | Sartori si aggiudica il “gruppo Lancia Ardea” e segna il 3º tempo tra le vetture Turismo con cilindrata compresa tra 751 e 1100 cm³ |
| 3-lug  | I    | Corsa di Limone Piemonte     | salita            | 4ª Classe 751-1100 Turismo      | N.D.            | Segre Luigi          | 16,000        | 14'00” 4/5     | 68,506       | Ber     | Corsa sociale AC Cuneo; Segre si aggiudica il “gruppo Lancia Ardea” |
| 21-ago | I    | Circuito di Senigallia       | circuito stradale | 5ª Classe fino a 750 Sport      | ---             | Sighinolfi Sergio    | 111,600       | N.D.           | N.D.         | Benelli | --- |
| 21-ago | I    | Fasano-Selva di Fasano       | salita            | ---                             | N.D.            | Gallo Edgardo        | 7,500         | N.D.           | N.D.         | Ber     | Gallo si aggiudica il “gruppo Lancia Ardea” nella Corsa per il Volante d'Argento |
| 28-ago | I    | Aosta-Gran San Bernardo      | salita            | 5ª Classe fino a 750 Sport      | 21° ass.        | Avalle Pietro        | 33,900        | 29'37”         | 68,677       | ALF     | --- |
| 28-ago | I    | Mosson-Treschè-Conco         | salita            | 1ª Classe fino a 750 Sport      | N.D             | Zuccato Nino         | 15,300        | 18'55” 2/5     | 48,511       | Ardor   | --- |
| 4-set  | I    | Bivio Tolignano-Monterocco   | salita            | ---                             | N.D.            | Moretti Alceo        | 6,100         | 5'15” 3/10     | 69,647       | Ber     | Moretti si aggiudica il “gruppo Lancia Ardea” |
| 18-set | I    | Vittorio Veneto-Cansiglio    | salita            | ---                             | N.D.            | Micheletto Ettore    | 12,200        | 12'50” 4/5     | 56,979       | Ber     | Micheletto si aggiudica il “gruppo Lancia Ardea” nella Corsa per il Volante d'Argento |
| 18-set | I    | Pontedecimo-Giovi            | salita            | 7ª classe 751-1100 Turismo      | N.D.            | Ammi Mario           | 9,650         | 9'12” 4/5      | 62,843       | Ber     | Ammi si aggiudica il “gruppo Lancia Ardea” nella Corsa per il Volante d'Argento e segna il 7º tempo tra le vetture con cilindrata compresa tra 751 e 1100 cm³                                                                                      |
| 18-set | I    | Ponte San Giovanni-Perugia   | salita            | ---                             | N.D.            | Moretti Alceo        | 5,300         | 5'26”          | 58,527       | Ber     | Corsa per il Volante d'Argento, riservata alle vetture Turismo; Moretti è primo del “gruppo Lancia Ardea” e segna il 6º tempo tra le vetture con cilindrata compresa tra 751 e 1100 cm³                                                            |
| 18-set | I    | Rieti-Terminillo             | salita            | ---                             | N.D.            | Sabini Marcello      | 20,000        | 23'25” 2/10    | 51,238       | Ber     | Corsa per il Volante d'Argento, riservata alle vetture Turismo; Sabini è primo del “gruppo Lancia Ardea” ma non ottiene una grande prestazione, venendo battuto dal più veloce tra i "topolinisti" (coloro che dispongono della Fiat 500/Topolino) |
| 25-set | I    | Biella-Oropa                 | salita            | 3ª Classe 751-1100 Turismo      | N.D.            | Coda Mario           | 11,032        | 11'43” 6/10    | 56,445       | Ber     | Nella stessa corsa, un'Ardea è 4° di classe nella categoria Sport |
| 25-set | I    | Biella-Oropa                 | salita            | 4ª Classe fino a 750 Sport      | N.D.            | Marsaglia Stefano    | 11,032        | 9'49” 3/10     | 67,393       | N.D.    | La vettura di Marsaglia è certamente una “speciale” con motore ridotto a 750 cm³; nella stessa corsa, un'Ardea è 3° di classe nella categoria Turismo                                                                                              |
| 25-set | I    | Salsomaggiore-Sant'Antonio   | salita            | ---                             | 20° ass.        | Figna Ludovico       | 13,000        | 12'34” 3/5     | 762,019      | Ber     | Corsa per il Volante d'Argento, riservata alle vetture Turismo; Figna si aggiudica il “gruppo Lancia Ardea” e segna l'8º tempo tra le vetture con cilindrata compresa tra 751 e 1100 cm³                                                           |
| 25-set | I    | Bolzano-Mendola              | salita            | ---                             | N.D.            | Bettinelli Ivo       | 25,000        | 21'56” 2/10    | 68,378       | Ber     | Corsa per il Volante d'Argento, riservata alle vetture Turismo; Bettinelli si aggiudica il “gruppo Lancia Ardea” |
| 2-ott  | I    | Quartu-Campuomu              | salita            | ---                             | N.D..           | Dejana Giuseppe      | 20,000        | 15'58” 8/10    | 75,093       | Ber     | Corsa per il Volante d'Argento, riservata alle vetture Turismo; Dejana si aggiudica il “gruppo Lancia Ardea” ed ottiene la seconda miglior prestazione fra le vetture Turismo con cilindrata fra 751 e 1100 cm³                                    |
| 2-ott  | I    | Savona-Cadibona              | salita            | ---                             | N.D.            | Giribaldi            | 7,880         | 8'02”          | 58,854       | Ber     | Giribaldi si aggiudica il “gruppo Lancia Ardea”; corsa sociale AC Savona |
| 2-ott  | I    | Resina-Vesuvio               | salita            | ---                             | N.D.            | Motta Arturo         | 7,500         | 9'40” 2/5      | 46,519       | Ber     | Corsa per il Volante d'Argento, riservata alle vetture Turismo; Motta si aggiudica il “gruppo Lancia Ardea” ed ottiene la miglior prestazione fra le vetture Turismo con cilindrata tra 751 e 1100 cm³                                             |
| 2-ott  | I    | Como-Lieto Colle             | salita            | ---                             | N.D.            | Pinto Achille        | 7,400         | 6'39” 1/5      | 66,733       | Ber     | Corsa per il Volante d'Argento, riservata alle vetture Turismo; Pinto si aggiudica il “gruppo Lancia Ardea” |
| 23-ott | I    | Fornovo-Poggio di Berceto    | salita            | ---                             | N.D.            | Pinto Achille        | 30,000        | 27'20”         | 65,853       | Ber     | Corsa (prova finale) per il Volante d'Argento, riservata alle vetture Turismo; Pinto si aggiudica il “gruppo Lancia Ardea” |
| 30-ott | I    | Salita di Sant'Eusebio       | salita            | ---                             | N.D.            | Sanguineti Antonio   | 3,650         | 4'36” 1/5      | 47,574       | Ber     | Corsa sociale dell'A.C. di Genova; Sanguineti si aggiudica il “gruppo Lancia Ardea” |
| 12-nov | I    | Salita di Ospedaletti        | salita            | 6ª Classe 751-1100 Turismo      | 18° ass.        | ” Niccio”            | 1,000         | 1'09” 3/5      | 51,724       | Ber     | Prova di velocità in salita inserita nella gara di regolarità ligure “Coppa Riviera di Ponente” |

### 1950
| Data   | Naz. | Nome della corsa                         | Tipo gara         | Risultato di classe                    | Posiz. assoluta | Pilota od equipaggio | Percorso (km) | Tempo ottenuto | Media (km/h) | Modello | Note |
| 19-mar | I    | Tovena-Passo San Boldo                   | salita            | 4ª Classe 751-1100 Turismo             | 16° ass.        | Frezza Pietro        | 6,000         | 9'17”          | 38,779       | Ber     | Prova di velocità in salita inserita nella gara di regolarità “Coppa del Piave”. |
| 16-apr | I    | Trento-Ponte Alto                        | salita            | ---                                    | N.D.            | Volpi Daniele        | 3,000         | 3'09” 2/10     | 57,082       | Ber     | Volpi si aggiudica il “gruppo Lancia Ardea” |
| 14-mag | I    | Parma-Poggio di Berceto                  | salita            | 4ª Classe fino a 750 Sport             | 18° ass.        | Avalle Pietro        | 50,500        | 34'50” 2/5     | 86,969       | ALF     | --- |
| 11-giu | I    | Scala di Giocca-Osilo                    | salita            | 3ª Classe 751-1100 Turismo             | N.D.            | Dejana Giuseppe      | 14,700        | 13'45”         | 64,145       | Ber     | Dejana si aggiudica il “gruppo Lancia Ardea” |
| 11-giu | I    | Chiusaforte-Sella Nevea                  | salita            | ---                                    | N.D.            | Sartori Antonio      | 17,400        | 16'51” 2/5     | 61,933       | Ber     | Sartori si aggiudica il “gruppo Lancia Ardea” e segna il 2º tempo tra le vetture Turismo con cilindrata compresa tra 751 e 1100 cm³ |
| 16-lug | I    | Bolzano-Mendola                          | salita            | 2ª Classe unica categoria Gran Turismo | N.D.            | Pirola               | 25,000        | 20'44” 4/5     | 72,300       | Ber     | La data di effettuazione della corsa potrebbe essere il 9 luglio |
| 23-lug | I    | Argegno-Lanzo d'Intelvi                  | salita            | 9ª Classe 751-1100 Turismo             | N.D.            | Coppola Edoardo      | 15,500        | 16'19”         | 56,996       | Ber     | Nella stessa corsa, un'Ardea è 11° nella categoria Gran Turismo |
| 23-lug | I    | Argegno-Lanzo d'Intelvi                  | salita            | 9ª Classe 751-1100 Turismo             | N.D.            | Martinengo Franco    | 15,500        | 15'20” 4/5     | 60,599       | Ber     | Nella stessa corsa, un'Ardea è 9° nella categoria Turismo |
| 30-lug | I    | Susa-Moncenisio                          | salita            | squalificato                           | ---             | Fiorio Sandro        | 22,100        | 17'44” 3/5     | 74,732       | ALF     | Fiorio ottiene il 6º posto della classe fino a 750 Sport ed il 24º posto assoluto ma viene squalificato per non aver usato il carburante prescritto                                                                                               |
| 30-lug | I    | Prato-Torriglia                          | salita            | 3ª classe 751-1100 Turismo             | 16° ass.        | Sanguineti Antonio   | 22,000        | 21'42” 1/5     | 60,820       | Ber     | --- |
| 6-ago  | I    | Aosta-Gran San Bernardo                  | salita            | 4ª classe fino a 750 Sport             | 15° ass.        | Fiorio Sandro        | 33,900        | 28'12” 3/5     | 72,102       | ALF     | --- |
| 13-ago | I    | Pirato -Enna                             | salita            | 1ª Classe 751-1100 Turismo             | 6° ass.         | I.F.                 | 15,200        | 12'47” 8/10    | 71,268       | Ber     | Il pilota, che compie un'ottima salita e precede le Fiat 1100, si cela sotto la “sigla” I.F.; la corsa è riservata alle vetture Turismo |
| 20-ago | I    | Circuito di Senigallia                   | circuito stradale | ---                                    | 4° ass.         | Fiorio Sandro        | 111,600       | 54'05” 4/5     | 123,778      | ALF     | Fiorio ottiene il 4º posto nella corsa che vede in lizza le vetture Sport fino a 750 cm³; nella stessa corsa, un'altra vettura “derivata Ardea” ottiene l'11º posto.                                                                              |
| 20-ago | I    | Circuito di Senigallia                   | circuito stradale | ---                                    | 11° ass.        | Vici Alessandro      | 83,700        | N.D.           | N.D.         | Vici    | Vici ottiene l'11º posto (a 3 giri dal primo) nella corsa che vede in lizza le vetture Sport fino a 750 cm³; nella stessa corsa, un'altra vettura “derivata Ardea” si piazza al 4º posto.                                                         |
| 10-set | I    | Salita dello Scopetone                   | salita            | ---                                    | N.D.            | Boninsegni Icaro     | 7,000         | 6'10”          | 68,108       | Ber     | Corsa per il Volante d'Argento, riservata alle vetture Turismo; Boninsegni si aggiudica il “gruppo Lancia Ardea” e segna il 2º tempo tra le vetture con cilindrata compresa tra 751 e 1100 cm³                                                    |
| 17-set | I    | Bologna-Raticosa                         | salita            | ---                                    | 36° ass.        | Zani Walter          | 43,200        | 37'14” 1/5     | 69,608       | Ber     | Zani si aggiudica il gruppo “Lancia Ardea” e segna il 3º tempo fra le vetture da Turismo con cilindrata compresa tra 751 e 1100 cm³ |
| 17-set | I    | Varese-Campo dei Fiori                   | salita            | ---                                    | N.D.            | Di Bona Riccardo     | 10,000        | 11'39”         | 51,502       | Ber     | Corsa per il Volante d'Argento, riservata alle vetture Turismo; Di Bona si aggiudica il “gruppo Lancia Ardea” e segna il 6º tempo fra le vetture con cilindrata compresa tra 751 e 1100 cm³                                                       |
| 17-set | I    | Vittorio Veneto-Cansiglio                | salita            | 5ª Classe 751-1100 Turismo             | N.D.            | Micheletto Ettore    | 12,200        | 13'14” 3/5     | 55,273       | Ber     | --- |
| 17-set | I    | Rieti-Terminillo                         | salita            | ---                                    | 12° ass.        | Bellini G.           | 20,000        | 19'47” 8/10    | 60,616       | Ber     | Corsa per il Volante d'Argento, riservata alle vetture Turismo; Bellini si aggiudica il “gruppo Lancia Ardea” |
| 24-set | I    | Pontedecimo-Passo dei Giovi              | salita            | 4ª Classe fino a 750 Sport             | 16°ass.         | Fiorio Sandro        | 9,650         | 7'18”          | 79,315       | ALF     | Nella stessa corsa, un'Ardea segna il 6º tempo tra le vetture Turismo con cilindrata compresa fra 751 e 1100 cm³ (Volante d'Argento) |
| 24-set | I    | Pontedecimo-Passo dei Giovi              | salita            | ---                                    | N.D.            | Sanguineti Antonio   | 9,650         | 9'00” 4/5      | 64,238       | Ber     | Sanguineti si aggiudica il gruppo “Lancia Ardea” (per il Volante d'Argento) e segna il 6º tempo fra le vetture Turismo con cilindrata compresa tra 751 e 1100 cm³; nella stessa corsa un'Ardea speciale ottiene il 4º posto nella categoria Sport |
| 24-set | I    | Mosson-Tresché-Conco                     | salita            | ---                                    | N.D.            | Volpi Daniele        | 15,300        | 15'16” 4/5     | 60,078       | Ber     | Corsa per il Volante d'Argento, riservata alle vetture Turismo; Volpi si aggiudica il “gruppo Lancia Ardea” |
| 1-ott  | I    | Treponti-Castelnuovo                     | salita            | 7ª Categoria Turismo                   | N.D.            | Micheletto Ettore    | 8,000         | 7'40” 4/5      | 62,500       | Ber     | Micheletto, che si aggiudica il “gruppo Lancia Ardea”, ottiene il 2º tempo tra le vetture Turismo con cilindrata compresa fra 751 e 1100 cm³; nella stessa corsa, una vettura speciale “derivata Ardea” è 5° di classe nella categoria Sport      |
| 1-ott  | I    | Treponti-Castelnuovo                     | salita            | 5ª Classe fino a 750 Sport             | N.D.            | Parisotto Alessandro | 8,000         | 7'21”          | 65,306       | Ardor   | Nella stessa corsa, una Ardea è 7° nella categoria Turismo |
| 1-ott  | I    | Salsomaggiore-Tabiano                    | salita            | ---                                    | 4° ass.         | Rizzi Amedeo         | 5,000         | 4'47” 1/5      | 62,674       | Ber     | Corsa per il Volante d'Argento, riservata alle vetture Turismo; Rizzi si aggiudica il “gruppo Lancia Ardea” e segna il miglior tempo tra le vetture Turismo con cilindrata compresa tra 751 e 1100 cm³, battendo le Fiat 1100                     |
| 1-ott  | I    | Corsa delle Torricelle                   | salita            | ---                                    | N.D.            | Bolla Gianfranco     | 3,760         | 4'58” 3/5      | 45,331       | Ber     | Bolla si aggiudica il “gruppo Lancia Ardea” |
| 8-ott  | I    | Catania-Etna                             | salita            | ---                                    | 10° ass.        | Grassi Mario         | 31,470        | 31'28” 5/10    | 59,990       | Ber     | Corsa per il Volante d'Argento, riservata alle vetture Turismo; Grassi si aggiudica il “gruppo Lancia Ardea” e segna il 5º tempo tra le vetture con cilindrata compresa tra 751 e 1100 cm³                                                        |
| 15-ott | I    | Vermicino-Rocca di Papa-Madonna del Tufo | salita            | ---                                    | 31° ass.        | Boninsegni Icaro     | 14,400        | 9'38” 9/10     | 89,549       | Ber     | Corsa (prova finale) per il Volante d'Argento, riservata alle vetture Turismo; Boninsegni si aggiudica il “gruppo Lancia Ardea” e segna il 9º tempo tra le vetture con cilindrata compresa tra 751 e 1100 cm³                                     |

### 1951
| Data    | Naz. | Nome della corsa                         | Tipo gara         | Risultato di classe        | Posiz. assoluta | Pilota od equipaggio        | Percorso (km) | Tempo ottenuto | Media (km/h) | Modello   | Note |
| 11.mar  | I    | Sanremo, salita                          | salita            | ---                        | 23° ass.        | Rigamonti Giancarlo         | 1,000         | 1'04” 1/5      | 56,074       | Ber       | Corsa di velocità in salita, inserita nella gara di regolarità Milano-Sanremo; Castiglioni si aggiudica il “gruppo Lancia Ardea” e realizza il miglior tempo tra le vetture Turismo con cilindrata compresa tra 751 e 1100 cm³                                                                     |
| 6-mag   | I    | Como-Lieto Colle, Coppa delle Dame       | salita            | 14ª Categoria Turismo      | 20° ass.        | Bruni Rimosecchi Piera      | 7,400         | 6'55” 4/5      | 64,069       | Ber       | Corsa riservata alle Dame; la Bruni Rimosecchi è la più veloce del “gruppo Lancia Ardea” |
| 6-mag   | I    | Circuito di Modena/I corsa               | su pista (Modena) | ---                        | 3° ass.         | Fiorio Sandro               | 114,000       | 1h08'05” 1/5   | 100,460      | ALF       | Fiorio si aggiudica la prima corsa, riservata alle vetture Sport fino a 750 cm³ |
| 3-giu   | I    | Trofeo della Regione Sarda               | su strada         | 3ª Classe 751-1100 Turismo | 16° ass         | De Muro Enzo                | 420,000       | 5h30'32"       | 76,240       | Ber       | Probabilmente a causa di problemi meccanici, l'Ardea di De Muro (che ha come coequiper Francesco Pecorai), si piazza all'ultimo posto assoluto |
| 17-giu  | I    | Palermo-Monte Pellegrino                 | salita            | 5ª categoria Turismo       | 27° ass.        | Gangitano Raimondo          | 8,750         | 8'10” 4/10     | 64,233       | Ber       | Gangitano si aggiudica il “gruppo Lancia Ardea” e segna il 2º tempo tra le vetture Turismo con cilindrata compresa tra 751 e 1100 cm³ |
| 17-giu  | I    | Trento-Candriai                          | salita            | 1ª Classe 751-1000 Turismo | N.D.            | Volpi Daniele               | 8,500         | 11'09” 3/5     | 45,698       | Ber       | Corsa sociale AC Trento |
| 24-giu  | I    | Coppa del Pasubio                        | salita            | ---                        | 27° ass.        | Bolla Gianfranco            | 10,420        | 12'18”         | 50,829       | Ber       | Bolla si aggiudica il “gruppo Lancia Ardea” e segna il secondo tempo tra le vetture Turismo con cilindrata compresa tra 751 e 1100 cm³ |
| 24-giu  | I    | Cernusco Lombardone-Montevecchia         | salita            | 1ª Classe 751-1100 Turismo | 14° ass.        | Steinmann Paolo             | 1,000         | 1'29” 3/5      | 40,178       | Ber       | Corsa sociale sul km da fermo in salita |
| 24-giu  | I    | Corsa delle Torricelle                   | salita            | 1ª Classe 751-1100 Turismo | N.D.            | Recchia Massimiliano        | 3,760         | 4'30” 2/10     | 50,096       | Ber       | Recchia si aggiudica il “gruppo Lancia Ardea” |
| 1-lug   | I    | Lecco-Ballabio-Balisio                   | salita            | 19ª Categoria Turismo      | 53° ass.        | Pagani Paolo                | 10,000        | 9'41” 4/5      | 61,876       | Ber       | Pagani si aggiudica il “gruppo Lancia Ardea” e segna il 5º tempo tra le vetture Turismo con cilindrata compresa tra 751 e 1100 cm³ |
| 8-lug   | I    | Bolzano-Mendola                          | salita            | ---                        | N.D.            | Unterrichter Guido          | 25,000        | 24'41”         | 60,769       | Ber       | Nella corsa per il Volante d'Argento (Vetture Turismo) Unterrichter si aggiudica il “gruppo Lancia Ardea” |
| 8-lug   | I    | Circuito di Collemaggio                  | circuito stradale | ---                        | 5° ass.         | Fiorio Sandro               | 100,800       | 1h16'09” 2/5   | 79,415       | ALF       | Corsa riservata alle vetture Sport fino a 750 cm³; Fiorio si piazza al 6º posto nella II batteria e al 5º posto (a due giri dal vincitore) nella prova finale |
| 22-lug  | I    | Susa-Moncenisio                          | salita            | 4ª Classe fino a 750 Sport | 25° ass.        | Fiorio Sandro               | 22,100        | 18'03” 3/5     | 73,421       | ALF       | --- |
| 29-lug  | I    | Aosta-Gran San Bernardo                  | salita            | 8ª Classe 750 Sport        | 22° ass.        | Fiorio Sandro               | 33,900        | 28'47” 2/5     | 70,649       | ALF       | Nella stessa corsa, un'altra vettura speciale derivata Ardea si classifica al 10º posto della medesima classe |
| 29-lug  | I    | Aosta-Gran San Bernardo                  | salita            | 10ª Classe 750 Sport       | 31° ass.        | Parisotto Alessandro        | 33,900        | 33'53” 1/5     | 61,023       | Parisotto | Nella stessa corsa, un'altra vettura speciale derivata Ardea si classifica all'8º posto della medesima classe |
| luglio  | I    | Coppa Monti Ibei                         | salita            | ---                        | 4° ass.         | Gangitano Raimondo          | 6,200         | 7'14” 7/10     | 51,345       | Ber       | Gangitano si aggiudica il “gruppo Lancia Ardea” e segna il 4º tempo tra le vetture con cilindrata compresa tra 751 e 1100 cm³ |
| 11-ago  | I    | 6 Ore di Pescara                         | circuito stradale | 12ª Categoria Turismo      | 21° ass.        | Pagani Paolo                | 6 ore         | ---            | 89,970       | Ber       | Pagani si aggiudica il “gruppo Lancia Ardea” |
| agosto  | I    | Abbadia San Salvatore-Vetta Amiata       | salita            | ---                        | N.D.            | Tondi                       | 13,000        | 15'12” 1/5     | 51,304       | Ber       | Corsa in salita inserita nella gara di regolarità “Coppa Monte Amiata”, riservata alle vetture Turismo; Tondi si aggiudica il “gruppo Lancia Ardea” |
| 12-ago  | I    | Circuito di Senigallia/Ia corsa          | circuito stradale | ---                        | 9° ass.         | Vici Alessandro             | 102,300       | N.D.           | N.D.         | Vici      | Corsa riservata alle vetture Sport fino a 750 cm³. |
| 12-ago  | I    | Pirato-Enna                              | salita            | 6ª Categoria Turismo       | N.D.            | Cozzo Salvatore             | 15,200        | 13'14” 7/10    | 68,856       | Ber       | Cozzo, che si aggiudica il “gruppo Lancia Ardea”, segna il 5º tempo tra le vetture Turismo con cilindrata compresa tra 751 e 1100 cm³ |
| 26-ago  | I    | Manasuddas-Nuoro                         | salita            | ---                        | N.D.            | Cualbu Gianfranco           | 14,400        | 12'08” 2/5     | 71,169       | Ber       | Cualbu si aggiudica il “gruppo Lancia Ardea” nella corsa per il Volante d'Argento, riservata alle vetture Turismo; Cualbu segna il 3º tempo tra le vetture Turismo con cilindrata compresa tra 751 e 1100 cm³                                                                                      |
| 2-set   | I    | Vittorio Veneto-Cansiglio                | salita            | 14ª Categoria Turismo      | 60° ass.        | Micheletto Ettore           | 12,200        | 13'12” 1/5     | 55,440       | Ber       | Micheletto, che si aggiudica il “gruppo Lancia Ardea”, segna il 6º tempo tra le vetture Turismo con cilindrata compresa tra 751 e 1100 cm³ |
| 2-set   | I    | Pugliano-Eremo del Vesuvio               | salita            | 1ª Categoria Turismo       | N.D.            | Di Nola Livio               | 7,500         | 10'12” 2/10    | 44,103       | Ber       | Di Nola, che si aggiudica il “gruppo Lancia Ardea” nell'ambito della corsa per il Volante d'Argento, segna il miglio tempo tra le vetture (Turismo) con cilindrata compresa tra 751 e 1100 cm³ |
| 2-set   | I    | Arezzo, corsa                            | salita            | ---                        | N.D.            | Pisaneschi Giuseppe         | 8,100         | 7'08”          | 68,130       | Ber       | Pisaneschi si aggiudica il “gruppo Lancia Ardea” nella corsa per il Volante d'Argento riservata alle vetture Turismo, e segna il 4º tempo tra le vetture Turismo con cilindrata compresa tra 751 e 1100 cm³.                                                                                       |
| 2-set   | I    | Recco-Uscio                              | salita            | ---                        | N.D.            | Ghersi Pietro               | 12,400        | 12'34”         | 59,204       | Ber       | Ghersi si aggiudica il “gruppo Lancia Ardea” nell'ambito della categoria Turismo (Volante d'Argento) e segna il 2º tempo tra le vetture Turismo con cilindrata compresa tra 751 e 1100 cm³ |
| 2-set   | I    | Osimo Stazione-Osimo                     | salita            | ---                        | N.D.            | Bianchi Alessandro          | 5,600         | 4'30”          | 74,666       | Ber       | Corsa per il Volante d'Argento, riservata alle vetture Turismo; Bianchi si aggiudica il “gruppo Lancia Ardea” e segna il 3º tempo tra le vetture con cilindrata compresa tra 751 e 1100 cm³ |
| 9-set   | I    | Madonna delle Piane-Chieti               | salita            | ---                        | N.D.            | Matassa G. & Santuccione F. | 6,080         | 6'02” 4/10     | 60,397       | Ber       | Corsa per il Volante d'Argento, riservata alle vetture turismo; Giustino Matassa e Francesco Santuccione si aggiudicano “ex aequo” il “gruppo Lancia Ardea” e segnano il miglior tempo tra le vetture con cilindrata compresa tra 751 e 1100 cm³                                                   |
| 9-set   | I    | Cosenza-Pianette                         | salita            | ---                        | N.D.            | Gullo Luigi                 | 6,800         | 6'39”          | 61,353       | Ber       | Corsa per il Volante d'Argento, riservata alle vetture Turismo; Gullo si aggiudica il “gruppo Lancia Ardea” e segna il 3º tempo tra le vetture con cilindrata compresa tra 751 e 1100 cm³ |
| 9-set   | I    | Bologna-Raticosa                         | salita            | 10ª categoria Turismo      | 56° ass.        | Gentili Giovanni            | 43,200        | 36'35”         | 70,851       | Ber       | Gentili è 3° nel “gruppo Fiat 1100 e Lancia Ardea”, nell'ambito della categoria Turismo (Volante d'Argento); nella stessa corsa, un'altra vettura “derivata Ardea” si classifica (11º posto di classe) nella categoria Sport                                                                       |
| 9-set   | I    | Bologna-Raticosa                         | salita            | 11ª Classe fino a 750 Spor | 50° ass.        | N.D.                        | 43,200        | 35'54” 4/5     | 72,173       | N.D.      | Il pilota sceglie l'anonimato e si cela sotto la nomenclatura dell'iscrizione, cioè “Scuderia Patavium”; la vettura è comunque una “derivata Ardea” con motore ridotto a 750 cm³; nella stessa corsa, un'altra Ardea si classifica (10º posto) nella corsa per vetture Turismo (Volante d'Argento) |
| 16-set  | I    | Catania-Etna                             | salita            | ---                        | N.D.            | ” Rosario”                  | 33,000        | 31'19”         | 63,225       | Ber       | “Rosario” (che molto probabilmente è lo pseudonimo utilizzato da F. Guzzardi) si aggiudica il “gruppo Lancia Ardea” nell'ambito della categoria Turismo (Volante d'Argento) |
| 23-set  | I    | Tresenda-Aprica                          | salita            | ---                        | 8° ass.         | Lualdi Edoardo              | 14,000        | 13'32” 6/10    | 62,023       | Ber       | Corsa per il Volante d'Argento, riservata alle vetture Turismo; Lualdi si aggiudica il “gruppo Lancia Ardea” e segna il 2º tempo tra le vetture con cilindrata compresa tra 751 e 1100 cm³ |
| 23-set  | I    | Trieste-Opicina                          | salita            | 1º Gruppo Lancia Ardea     | 51° ass.        | Bolla Gianfranco            | 9,000         | 7'40” 3/5      | 70,343       | Ber       | --- |
| 23-set  | I    | Massarosa-Monte Quiesa                   | salita            | 5ª Classe 751-1100 Turismo | N.D.            | Taddei Fausto               | 5,500         | 5'06” 4/5      | 64,537       | Ber       | --- |
| 30-set  | I    | Vermicino-Rocca di Papa-Madonna del Tufo | salita            | 3ª Classe 751-1100 Turismo | 30° ass.        | Pagani Paolo                | 14,400        | 11'44” 5/10    | 73,584       | Ber       | --- |
| 30-set  | I    | Chiusaforte-Sella Nevea                  | salita            | ---                        | N.D.            | Micheletto Ettore           | 17,400        | 17'11” 3/10    | 60,738       | Ber       | Micheletto si aggiudica il “gruppo Lancia Ardea” nell'ambito della categoria Turismo e segna il 4º tempo tra le vetture con cilindrata compresa tra 751 e 1100 cm³ |
| 30-set  | I    | Salsomaggiore-Tabiano                    | salita            | ---                        | 5° ass.         | Piacenza Edo                | 5,000         | 4'47” 3/5      | 62,586       | Ber       | Corsa per il Volante d'Argento, riservata alle vetture Turismo; Piacenza si aggiudica il “gruppo Lancia Ardea” e segna un tempo strepitoso, migliore di quelli delle Fiat 1100, che lo colloca al primo posto tra le vetture con cilindrata compresa tra 751 e 1100 cm³                            |
| 7-ott   | I    | Treponti-Castelnuovo                     | salita            | ---                        | N.D.            | Recchia Massimiliano        | 8,000         | 7'23” 1/10     | 64,996       | Ber       | Recchia si aggiudica il “gruppo Lancia Ardea” |
| 7-ott   | I    | Borgo Petilia-Redentore                  | salita            | 1ª Classe 751-1100 Turismo | N.D.            | Cammarata                   | 10,000        | 8'56” 1/10     | 67,151       | Ber       | Due Ardea (Cammarata, 1°, e Pagano, 2°) battono inaspettatamente tutte le Fiat 1100 |
| 14-ott  | I    | Scala Giocca-Osilo                       | salita            | ---                        | 13° ass.        | Piacenza Edo                | 14,700        | 13'07” 4/10    | 67,208       | Ber       | Corsa per il Volante d'Argento (prova finale) riservata alle vetture Turismo; Piacenza si aggiudica il “gruppo Lancia Ardea” e, con l'asfalto bagnato per la pioggia, segna il miglior tempo tra le vetture con cilindrata compresa tra 751 e 1100 cm³, battendo tutte le Fiat 1100                |
| 21-ott  | I    | Spoleto-Monteluco                        | salita            | 2ª Classe 751-1100 Turismo | N.D.            | Bianchi Alessandro          | 7,000         | 7'57” 4/5      | 52,741       | Ber       | --- |
| 28-ott  | I    | Messina-Colle San Rizzo                  | salita            | ---                        | N.D.            | Pagani Paolo                | 10,100        | 10'57” 4/5     | 55,275       | Ber       | Pagani si aggiudica il “gruppo Lancia Ardea” nell'ambito della categoria Turismo. |
| ottobre | I    | Modena, gara sociale AC Ferrara          | su pista (Modena) | ---                        | 2° ass.         | Majani Guido                | 27,600        | 22'12”         | 74,594       | Ber       | Majani gareggia nella 3ª corsa, riservata alle vetture Turismo da 751 a 1100 e Gran Turismo fino a 750 cm³ |
| 11-nov  | I    | Salita di Ospedaletti                    | salita            | 1ª Classe 751-1100 Turismo | 10° ass.        | Lualdi Edoardo              | 1,000         | 1'05” 9/10     | 54,628       | Ber       | Breve corsa in salita inserita nella gara di regolarità “Coppa Riviera di Ponente” |
| 30-dic  | I    | Giardini-Taormina                        | salita            | ---                        | N.D.            | Giuffrida Salvatore         | 4,250         | 4'59” 2/5      | 51,136       | Ber       | Giuffrida si aggiudica il “gruppo Lancia Ardea” . |

### 1952
| Data    | Naz. | Nome della corsa                         | Tipo gara         | Risultato di classe                 | Posiz. assoluta | Pilota od equipaggio | Percorso (km) | Tempo ottenuto | Media (km/h) | Modello   | Note |
| 23-mar  | I    | Corsa delle Torricelle                   | salita            | 4ª Classe 751-1100 Turismo          | N.D.            | Cocchi Valentino     | 3,760         | 4'39” 6/10     | 48,412       | Ber       | --- |
| 5-apr   | I    | Coppa di Torino                          | circuito stradale | ---                                 | 10° ass.        | Fiorio Sandro        | 117,600       | 1h16'33” 2/5   | 92,167       | ALF       | Corsa riservata alle vetture Sport fino a 750 cm³; Fiorio si classifica a 2 giri dal vincitore. |
| 18-mag  | I    | Como-Lieto Colle (per Dame)              | salita            | 2ª Classe 751-1100 Turismo          | 17° ass.        | Dazzi Zita           | 7,400         | 6'59”          | 63,579       | Ber       | Corsa riservata al gentil sesso. |
| 19-mag  | I    | Scala Giocca-Osilo                       | salita            | 2ª Classe 751-1100 Turismo          | N.D.            | Stangoni Paolo       | 14,700        | 13'08” 9/10    | 69,696       | Ber       | --- |
| 25-mag  | I    | Trento-Bondone                           | salita            | 2ª Classe 751-1100 Turismo          | N.D.            | Buccella Mario       | 13,000        | 16'19” 4/5     | 47,764       | Ber       | Nella stessa corsa, una vettura speciale Parisotto, forse motorizzata Ardea, si classifica (3° di classe) nella categoria Sport. |
| 25-mag  | I    | Trento-Bondone                           | salita            | 3ª Classe fino a 750 Sport          | N.D.            | Parisotto Alessandro | 13,000        | 15'34” 3/5     | 69,696       | Parisotto | Nella stessa corda, un'Ardea si classifica nella categoria Turismo. |
| 22-giu  | I    | Valli Pasubio-Pian delle Fugazze         | salita            | 1ª Classe fino a 750 Sport          | 4° ass.         | D'Angeli Gino        | 10,430        | 9'49” 3/5      | 63,683       | Parisotto | Nella stessa corsa (e nella stessa classe) un'altra Parisotto, pilotata da Alessandro Parisotto si piazza al 5º posto in 10'42” 3/5 (media km/h 58,431); nella stessa corsa, una Ardea berlina si classifica (4º posto) nella categoria Turismo |
| 22-giu  | I    | Valli Pasubio-Pian delle Fugazze         | salita            | 4ª Classe 751-1100 Turismo          | N.D.            | Buccella Mario       | 10,430        | 12'42” 4/5     | 49,223       | Ber       | Nella stessa corsa, altre due vetture speciali Parisotto con motore Ardea si classificano (1º e 5º posto di classe) nella categoria Sport. |
| 6-lug   | I    | Coppa della Consuma                      | salita            | 5ª Classe 751-1100 Turismo          | N.D.            | ” K.Z.”              | 12,500        | 11'44” 3/5     | 63,866       | Ber       | L'identità del pilota si cela sotto lo pseudonimo-sigla “K.Z.” |
| 6-lug   | I    | Bolzano-Mendola                          | salita            | 1ª Classe 751-1100 Turismo          | N.D.            | Bonafini Mario       | 25,000        | 22'01” 8/10    | 68,088       | Ber       | L'Ardea di Bonafini (e quella di Valentino Cocchi, seconda) superano le Fiat 1100; nella stessa corsa una vettura speciale Parisotto, probabilmente munita di motore derivato Ardea si afferma nella categoria Sport.                           |
| 6-lug   | I    | Bolzano-Mendola                          | salita            | 1ª Classe fino a 751 Sport          | N.D.            | D'Angeli Gino        | 25,000        | 18'25”         | 81,447       | Parisotto | Nella stessa corsa, una Ardea si afferma nella categoria Turismo. |
| 20-lug  | I    | Chiusaforte-Sella Nevea                  | salita            | 1ª Classe fino a 750 Sport          | 12° ass.        | D'Angeli Gino        | 17,400        | 14'20”         | 72,837       | Parisotto | --- |
| 3-ago   | I    | Aosta-Gran San Bernardo                  | salita            | 3ª Classe 750 Sport                 | N.D.            | D'Angeli Gino        | 33,900        | 27'52”         | 72,990       | Parisotto | Nella stessa corsa, un'altra Parisotto, condotta da Alessandro Parisotto, si classifica al 10º posto |
| 10-ago  | I    | Recco-Uscio                              | salita            | 4ª Classe 751-1100                  | 21° ass.        | Taddei Fausto        | 12,400        | 12'41” 4/5     | 58,598       | Ber       | --- |
| 31-ago  | I    | Circuito di Chieti                       | circuito stradale | 6° prima batteria                   | ---             | Vici Alessandro      | 34,000        | N.D.           | N.D.         | Vici      | Vici dispone di una Vici spyder con motore Ardea ridotto a 750 cm³: il suo 6º posto in “batteria” gli precludono la disputa della prova finale.                                                                                                 |
| 7-set   | I    | Capodistrada-Passo della Collina         | salita            | 4ª Classe 751-1100 Turismo          | N.D.            | Landi                | 15,500        | 14'30” 2/5     | 64,108       | Ber       | --- |
| 7-set   | I    | Villa Potenza-Santa Croce di Macerata    | salita            | 5ª classe 751-1100 Turismo          | N.D.            | Pascucci             | 6,100         | 5'20”          | 68,625       | Ber       | Gara per il Volante d'Argento, riservata alle vetture Turismo |
| 7-set   | I    | Avezzano-Pietracquaria                   | salita            | 1ª Classe 751-1100 Turismo          | N.D.            | Leli                 | 6,300         | 5'56”          | 63,707       | Ber       | Corsa per il Volante d'Argento, riservata alle vetture Turismo. |
| 14-set  | I    | Appiano-Passo della Mendola              | salita            | 5ª Classe 751-1500 Turismo per Dame | N.D.            | Bonometti Maria      | 14,000        | 19'03” 2/5     | 44,079       | Ber       | Corsa inserita nella gara di regolarità “Trofeo Supercortemaggiore”; il dato relativo alla lunghezza del percorso e la conseguente media oraria sono approssimativi.                                                                            |
| 14-set  | I    | Trofeo della Regione Sarda               | su strada         | 2ª Classe 751-1100 Turismo          | 17ª ass         | Cubeddu Achille      | 420,000       | 4h29'14"       | 93,599       | Ber       | Bella prova di questa Ardea, condotta dal forte pilota locale Cubeddu, che viene battuta dalla Fiat 1100 dello specialista Gino De Sanctis ma riesce a piazzarsi al 2º posto di classe ed a precedere la Fiat 1100 di Vittorio Sassu            |
| 21-set  | I    | Pontedecimo-Passo dei Giovi              | salita            | 4ª Classe 751-1100 Turismo          | N.D.            | Taddei Fausto        | 9,650         | 8'34” 3/5      | 67,508       | Ber       | --- |
| 21-set  | I    | Catania-Etna                             | salita            | 2ª Classe 751-1100 Turismo          | N.D.            | Grassi               | 33,469        | 30'09” 3/10    | 66,593       | Ber       | --- |
| 21-set  | I    | Como-Lieto Colle                         | salita            | 4ª classe 751-1100                  | 14° ass.        | Dermeste             | 7,400         | 6'21” 3/5      | 69,811       | Ber       | Corsa per il Volante d'Argento, riservata alle vetture Turismo. |
| 4-ott   | I    | Corongiu_Campuomu                        | salita            | 1ª classe 751-1100                  | 2° ass.         | Cubeddu Achille      | 11,500        | 8'41” 6/10     | 79,371       | Ber       | Corsa riservata alle vetture Turismo. |
| 5-ott   | I    | Treponti-Castelnuovo                     | salita            | 5ª Classe 751-1100 Turismo          | N.D.            | Cocchi Valentino     | 8,000         | 7'30” 5/10     | 63,928       | Ber       | Nella stessa corsa una vettura speciale Parisotto, probabilmente munita di motore derivato Ardea si classifica (6º posto) nella categoria Sport.                                                                                                |
| 5-ott   | I    | Treponti-Castelnuovo                     | salita            | 6ª classe fino a 750 Sport          | N.D.            | Parisotto Alessandro | 8,000         | 6'55” 6/10     | 69,297       | Parisotto | Nella stessa corsa una Ardea si classifica (5º posto) nella categoria Turismo |
| 19-ott  | I    | Vermicino-Rocca di Papa-Madonna del Tufo | salita            | 7ª Classe 751-1500 Gran Turismo     | N.D.            | Maiani Guido         | 14,400        | 10'41” 3/10    | 80,835       | Ber       | --- |
| 28-ott  | I    | Campionato Sociale AC Ferrara            | circuito (Modena) | 2ª Classe 751-1100 Turismo          | N.D.            | Bovi                 | 23,000        | 18'16”         | 75,547       | Ber       | --- |
| ottobre | I    | Circuito del Piceno                      | su strada         | 5ª Classe 751-1500 Turismo          | N.D.            | Maglioni Pasqualino  | 21,000        | 18'46” 8/10    | 67,092       | Ber       | --- |
| 21-dic  | I    | Giardini-Taormina                        | salita            | 1ª Classe 751-1500 Turismo          | N.D.            | Cantarella Gaetano   | 4,250         | 4'51”          | 52,577       | Ber       | L'Ardea di Cantarella batte 2 Fiat 1400 e 1 Fiat 1100 E |
| 24-dic  | I    | Messina-Colle San Rizzo                  | salita            | 3ª Classe 751-1500 Turismo          | N.D.            | Fiorentino F.        | 10,100        | 10'40” 2/5     | 56,777       | Ber       | --- |

### 1953
| Data     | Naz. | Nome della corsa                        | Tipo gara         | Risultato di classe                 | Posiz. assoluta | Pilota od equipaggio | Percorso (km) | Tempo ottenuto | Media (km/h) | Modello   | Note |
| 2-mar    | I    | Colle di Nava                           | salita            | 10ª Classe 751-1500 Turismo         | N.D.            | Crotti Luciano       | N.D.          | 30'38” 1/5     | N.D.         | Ber       | Prova inserita nel IV Rallye del Sestrière. |
| 10-mag   | I    | Circuito di Forlì-I batteria            | circuito stradale | ---                                 | 6° ass.         | Ricci Mario          | 49,450        | N.D.           | N.D.         | Frediani  | Ricci si classifica a 2 giri dal vincitore. |
| 10-mag   | I    | Palermo-Monte Pellegrino                | salita            | 6ª Classe 751–1100 cm³              | 38° ass.        | Garufi Guido         | 8,750         | 8'40” 4/5      | 60,483       | Ber       | Poco esaltante prova di Garufi, che segna un tempo peggiore del migliore dei “topolinisti” |
| 17-mag   | I    | Scala Giocca-Osilo                      | salita            | 3ª Classe fino a 750 Sport          | 13° ass.        | Ricci Mario          | 14,700        | 10'44” 2/10    | 82,148       | Frediani  | --- |
| 24-mag   | I    | Aosta-Etroubles                         | salita            | 1ª Classe 751-1100 Turismo Speciale | N.D.            | Forno                | 16,020        | 14'31”         | 66,213       | Ber       | Corsa valida per il Campionato Regionale Valdostano. |
| 14-giu   | I    | Varese-Campo dei Fiori                  | salita            | 11ª Classe 751-1100 Turismo         | 67° ass.        | Lambrugo Gianni      | 10,000        | 12'15” 6/10    | 48,939       | Ber       | Opaca prestazione: l'Ardea di Lambrugo ottiene un tempo grosso modo equivalente a quelli spiccati dai migliori “topolinisti” |
| 21-giu   | I    | Trieste-Opicina                         | salita            | 8ª Classe 751-1100 Turismo          | 50° ass.        | Godina Ottone        | 9,000         | 8'56” 2/10     | 60,425       | Ber       | La prestazione di Godina è qui indicata per completezza d'informazione, anche se – probabilmente per qualche particolare inconveniente – il tempo cronometrato colloca questa Ardea all'ultimo posto della graduatoria assoluta. |
| 5-lug    | I    | Coppa della Consuma                     | salita            | 1ª Classe fino a 750 Sport          | 18° ass.        | Ricci Mario          | 12,500        | 9'28” 3/5      | 79,141       | Frediani  | Nella stessa corsa e nella stessa classe gareggia anche una Parisotto-Lancia. |
| 5-lug    | I    | Coppa della Consuma                     | salita            | 4ª Classe fino a 750 Sport          | N.D.            | Gargantini Franco    | 12,500        | 9'59” 3/5      | 75,050       | Parisotto | Nella stessa corsa e nella stessa classe gareggia anche una Frediani-Lancia |
| 12-lug   | I    | Circuito di Macerata                    | circuito stradale | ---                                 | 5° ass.         | Vici Alessandro      | 83,600        | N.D.           | N.D.         | Vici      | Alessandro Vici, con la sua speciale Vici-Lancia spyder con motore Ardea ridotto a 750 cm³, classificatosi al 4º posto nella “I batteria” e quindi ammesso alla prova finale, termina al 5º posto a tre giri dal vincitore (Berardo Taraschi su Giaur) |
| 19-lug   | I    | Susa-Moncenisio                         | salita            | 7ª Classe fino a 750 Sport          | 46° ass.        | Fiorio Sandro        | 22,100        | 19'11” 5/10    | 69,092       | ALF       | --- |
| 26-lug   | I    | Aosta-Gran San Bernardo                 | salita            | 6ª Classe fino a 750 Sport          | 35° ass.        | Fiorio Sandro        | 33,900        | 29'55” 2/10    | 67,981       | ALF       | --- |
| 27-set   | I    | Sorrento-Sant'Agata                     | salita            | 6ª Classe 751-1100 Gran Turismo     | 30° ass.        | Scalpati Angelo      | 12,000        | 12'13” 5/10    | 58,895       | Ber       | Scalpati si aggiudica la speciale classifica dei “piloti-giornalisti” nella classe 751-1100, davanti alla Fiat 1100 E di Giovanni gatti. |
| 27-set   | I    | Coppa Nissena                           | salita            | 4ª Classe 751-1100 Turismo          | 28° ass.        | Sciandra             | 10,000        | 9'13” 5/10     | 65,040       | Ber       | Prestazione non eccezionale di Sciandra, il cui tempo è peggiore di quello dei primi due “topolinisti”. |
| 4-ott    | I    | Avezzano-Pietraquaria di Monte Salviano | salita            | 2ª Classe 751-1100 Turismo          | 5° ass.         | Succi Eugenio        | 6,300         | 5'38”          | 67,100       | Ber       | Bella prova di Succi, che riesce addirittura ad occupare il 5º posto assoluto: va però anche detto che la brillante posizione è dovuta alla scarsità di concorrenti e dal fatto che la gara era riservata ai soci dell'AC dell'Aquila; ciononostante, il tempo dell'Ardea risulta migliore, ad esempio, di quello di una Fiat 1100/103 e di tre Fiat 1400. |
| 25-ott   | I    | Sassi-Superga                           | salita            | 1ª Classe 751-1000 Turismo          | 75° ass.        | Caratti Alfonso      | 4,600         | 5'38” 4/5      | 48,878       | Ber       | La vittoria non può sfuggire a Caratti, unico concorrente in lizza in questa classe curiosamente limitata a 1000 cm³: la prestazione è comunque assai scialba, peggiore di quella di tutte le Fiat 1100 in gara e del primo tra i “topolinisti” |
| novembre | I    | Campionato Sociale AC Ferrara           | su pista (Modena) | 2ª classe 751-1100 Turismo          | N.D.            | Maretta              | 13,836        | 10'42”         | 77,585       | Ber       | --- |

### 1954
| Data   | Naz. | Nome della corsa            | Tipo gara | Risultato di classe         | Posiz. assoluta | Pilota od equipaggio | Percorso (km) | Tempo ottenuto | Media (km/h) | Modello | Note |
| 29-giu | I    | Trofeo della Regione Sarda  | su strada | 3ª classe fino a 750 Sport  | 26ª ass         | Lucini Carlo         | 420,000       | 3h55'12"6/10   | 107,138      | OSFA    | La vettura di Lucini è una OSFA (Officina Specializzata Faccioli Aldo), ovvero una spyder derivata Ardea con motore ridotto a 750 cm³.                            |
| 4-lug  | I    | Bolzano-Passo della Mendola | salita    | 3ª classe fino a 750 Sport  | 52° ass.        | Lucini Carlo         | 25,000        | 21'11” 9/10    | 70,760       | OSFA    | |
| 22-ago | I    | Avezzano-Pietracquaria      | salita    | 5ª classe 751-1300 Turismo  | N.D.            | Petrocco N.          | 6,200         | 6'06” 6/10     | 60,883       | Ber     | Poco esaltante prestazione di questa Ardea, che spicca un tempo poco migliore rispetto a quello delle Fiat Topolino.                                              |
| 12-set | I    | Pineto-Atri                 | salita    | 12ª classe 751-1300 Turismo | 17° ass.        | Petrocco Nazzareno   | 10,400        | 10'25”         | 59,904       | Ber     | Deludenti le due Lancia Ardea in gara, che si piazzano agli ultimi due posti di classe, con tempi in linea con quelli realizzati dalle più modeste Fiat Topolino. |

### 1955
Non risulta che vetture Ardea o derivate abbiano ottenuto piazzamenti in gare svoltesi nel corso del 1955

### 1956
| Data  | Naz. | Nome della corsa | Tipo gara | Risultato di classe        | Posiz. assoluta | Pilota od equipaggio | Percorso (km) | Tempo ottenuto | Media (km/h) | Modello | Note |
| 9-set | I    | Lessolo-Alice    | salita    | 4ª Classe fino a 750 Sport | 59° ass.        | Lucini Carlo         | 6,500         | 6'16"4/10      | 62,167       | OSFA    | La vettura di Lucini è una OSFA (Officina Specializzata Faccioli Aldo), ovvero una spyder (telaio Gilco) derivata Ardea con motore ridotto a 750 cm³. |